# Siegfrieds diskografi
Diskografi for Siegfried, den tredje af de fire operaer fra Der Ring des Nibelungen af Richard Wagner, som fik premiere i Bayreuther Festspielhaus den 16. august 1876, omfatter en række betydende indspilninger af operaen.
| År        | Besætning (Siegfried, Brünnhilde, Mime, Wanderer, Fafner, Waldvogel)                                     | Dirigent Orkester                                           | Pladeselskab Katalognummer Mono / Stereo, Live / studieindspilning                                                                                    |
| --------- | --- | ----------------------------------------------------------- | --- |
| 1937      | Lauritz Melchior, Kirsten Flagstad, Karl Laufkötter, Friedrich Schorr, Emanuel List, Stella Andreva      | Artur Bodanzky Metropolitan Opera Orchestra                 | CD: Naxos Kat: 8,110211-13 Mono, live |
| 1949      | Gunther Treptow, Gertrude Grob-Prandl, William Wernigk, Ferdinand Frantz, Herbert Alsen, Ruthilde Boesch | Rudolf Moralt Die Wiener Symphoniker                        | CD: Mýto Kat: 3MCD 972-155 Mono, studio |
| 1953      | Wolfgang Windgassen, Astrid Varnay, Paul Kuen, Hans Hotter, Josef Greindl, Rita Streich                  | Clemens Krauss Orchester der Bayreuther Festspiele          | CD: Gala Cat: GL100.653 Mono, live |
| 1953      | Ludwig Suthaus, Martha Mödl, Julius Patzak, Ferdinand Frantz, Josef Greindl, Rita Streich                | Wilhelm Furtwängler Orchestra Sinfonica della RAI           | CD: EMI Kat: CZS 7 67.131 2 Mono, live |
| 1955      | Wolfgang Windgassen, Astrid Varnay, Paul Kuen, Hans Hotter, Josef Greindl, Ilse Hollweg                  | Joseph Keilberth Orchester der Bayreuther Festspiele        | CD: Testament Cat: SBT41392 Stereo, live |
| 1957      | Wolfgang Windgassen, Birgit Nilsson, Peter Klein, Hans Hotter, Friedrich Dalberg, Jeanette Sinclair      | Rudolf Kempe Orkestret fra Royal Opera House, Covent Garden | CD: Testament Cat: SBT131426 (Den komplette Ring) Mono, live                                                                                          |
| 1962      | Wolfgang Windgassen, Birgit Nilsson, Gerhard Stolze, Hans Hotter, Kurt Böhme, Joan Sutherland            | Georg Solti Wiener Philharmoniker                           | CD: Decca Cat: 455 564-2 Stereo, studieindspilning |
| 1966      | Wolfgang Windgassen, Birgit Nilsson, Erwin Wohlfahrt, Theo Adam, Kurt Böhme, Erika Köth                  | Karl Böhm < br> Orchester der Bayreuther Festspiele         | CD: Philips Cat: 412 483-2 Stereo, live |
| 1968      | Jean Cox, Nadezda Kniplova, Erwin Wohlfahrt, Theo Adam, Karl Ridderbusch, Ingrid Paller                  | Wolfgang Sawallisch Orchestra di Roma della RAI             | CD: Mýto 3MCD 055,318 Live |
| 1969      | Jess Thomas, Helga Dernesch, Gerhard Stolze, Thomas Stewart, Karl Ridderbusch, Catherine Gayer           | Herbert von Karajan Berliner Philharmoniker                 | CD: Deutsche Grammophon Kat: 457 790-2 Stereo, Studio                                                                                                 |
| 1980      | Manfred Jung, Gwyneth Jones, Heinz Zednik, Donald McIntyre, Fritz Hübner, Norma Sharp                    | Pierre Boulez Orchester der Bayreuther Festspiele           | CD: Philips Kat: 434 423-2 Stereo, Studio |
| 1982      | René Kollo, Jeannine Altmeyer, Peter Schreier, Theo Adam, Matti Salminen, Norma Sharp                    | Marek Janowski Sächsische Staatskapelle Dresden             | CD: Eurodisc (original), RCA (genudgivelse) Kat: Eurodisc 6.100-7.023 (original), B00011MJV6 (genudgivelse, komplet cyklus) Stereo, studieindspilning |
| 1988      | Reiner Goldberg, Hildegard Behrens, Heinz Zednik, James Morris, Kurt Moll, Kathleen Battle               | James Levine Metropolitan Opera Orchestra                   | CD: Deutsche Grammophon Cat: 429 407-2 Stereo, studieindspilning                                                                                      |
| 1988      | Siegfried Jerusalem, Éva Marton, Peter Haage, James Morris, Kurt Rydl, Kiri Te Kanawa                    | Bernard Haitink Sinfoniorkester des Bayerischen Rundfunks   | CD: EMI Kat: CDS 7 54.290 2 Stereo, studieindspilning                                                                                                 |
| 1989      | René Kollo, Hildegard Behrens, Helmut Pampuch, Robert Hale, Kurt Moll, Julie Kaufmann                    | Wolfgang Sawallisch Orchester der Bayerische Staatsoper     | CD: EMI Cat: 724357273121 (kompletRing) Stereo, Live                                                                                                  |
| 1992      | Siegfried Jerusalem, Anne Evans, Graham Clark, John Tomlinson, Philip Kang, Hilde Leidland               | Daniel Barenboim Orchester der Bayreuther Festspiele        | CD: Teldec Kat: 4509 94193 2 Stereo, live |
| 2002-2003 | Jon Fredric West, Lisa Gasteen, Heinz Göhrig, Wolfgang Schöne, Attila Jun, Gabriela Herrera              | Lothar Zagrosek Orchester der Staatsoper Stuttgart          | CD : Naxos Records Kat: 8,660175-78 Stereo (SACD), Live                                                                                               |
| 2004      | Gary Rideout, Lisa Gasteen, Richard Greager, John Bröchler, David Hibbard, Shu-Cheen Yu                  | Asher Fisch Adelaide Symphony Orchestra                     | CD: Melba Cat : MR 301095-98 Stereo (SACD), live |
| 2009      | Stephen Gould, Linda Watson, Gerhard Siegel, Albert Dohmen, Hans-Peter König, Robin Johannsen            | Christian Thielemann Orchester der Bayreuther Festspiele    | CD: Opus Arte Kat: OACD9000BD (en komplet Ring) Stereo, live                                                                                          |

## Eksterne links
- Diskografi på Operaclass.com, besøgt 20. november 2009